# Reinhard Baumeister
Reinhard Baumeister (Hamburgo, 19 de março de 1833 – Karlsruhe, 11 de fevereiro de 1917) foi um engenheiro civil, planejador urbano e professor universitário alemão.
Foi reitor da Universidade de Karlsruhe, de 1873 a 1874.

## Obras

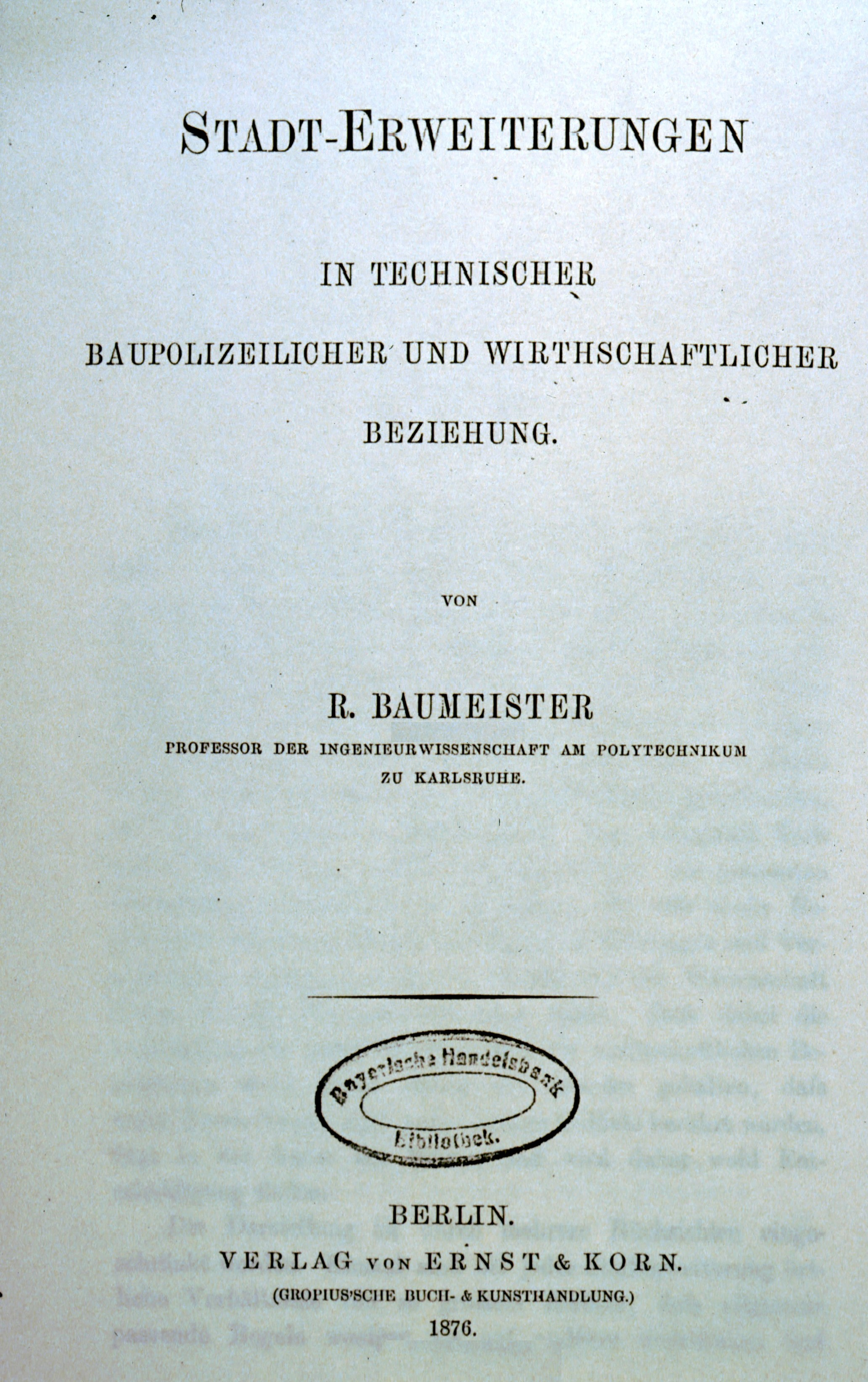
Reinhard Baumeister: Stadterweiterungen in technischer, baupolizeilicher und wirthschaftlicher Beziehung, 1876

- Stadterweiterungen in technischer, baupolizeilicher und wirthschaftlicher Beziehung. Berlin 1876
- Die technischen Hochschulen. Habel, Berlim 1886 (digitalisierte Ausgabe der Universitäts- und Landesbibliothek Düsseldorf)
- Bauordnung und Wohnungsfrage, in: Brix, Genzmer (Hrsg.): Städtebauliche Vorträge aus dem Seminar für Städtebau. Band IV, Heft 3, Berlim 1910
- Städtebau in: Philipp Zorn, Herbert von Berger (Schriftleitung): Deutschland unter Kaiser Wilhelm II., hrsg. v. Siegfried Körte, Friedrich Wilhelm von Loebell u. a. 3 Bände. R. Hobbing, Berlim 1914.
- Gemeinwohl und Sondernutzen im Städtebau; in: Brix, Genzmer (Hrsg.): Städtebauliche Vorträge aus dem Seminar für Städtebau. Band VIII, Heft 4, Berlim 1918